# Brussels Cycling Classic 2020
La Brussels Cycling Classic 2020, centesima edizione della corsa e valevole come diciannovesima prova dell'UCI ProSeries 2020 categoria 1.Pro, si svolse il 30  agosto 2021 su un percorso di 204 km, con partenza e arrivo a Bruxelles, in Belgio. La vittoria fu appannaggio del belga Tim Merlier, che completò il percorso in 4h48'39", alla media di 42,404 km/h, precedendo l'italiano Davide Ballerini e il francese Nacer Bouhanni.
Sul traguardo di Bruxelles 112 ciclisti, su 134 partiti dalla medesima località, portarono a termine la competizione.

## Squadre e corridori partecipanti
| N.    | Cod. | Squadra                    |
| ----- | ---- | -------------------------- |
| 1-7   | LTS  | Lotto Soudal               |
| 11-16 | DQT  | Deceuninck-Quick-Step      |
| 21-27 | LTS  | Lotto Soudal               |
| 32-36 | ALM  | AG2R La Mondiale           |
| 41-47 | COF  | Cofidis, Solutions Crédits |
| 51-57 | GFC  | Groupama-FDJ               |
| 61-67 | SUN  | Team Sunweb                |
| 71-77 | UAD  | UAE Team Emirates          |
| 81-87 | AFC  | Alpecin-Fenix              |
| 91-97 | WVA  | Bingoal-Wallonie Bruxelles |

| N.      | Cod. | Squadra                     |
| ------- | ---- | --------------------------- |
| 101-107 | CWG  | Circus-Wanty Gobert         |
| 111-117 | SVB  | Sport Vlaanderen-Baloise    |
| 121-127 | BBH  | Burgos-BH                   |
| 132-136 | NDP  | Nippo Delko Provence        |
| 141-147 | RIW  | Riwal Readynez Cycling Team |
| 151-157 | ARK  | Team Arkéa-Samsic           |
| 161-167 | TDE  | Total Direct Énergie        |
| 171-177 | THR  | Vini Zabù KTM               |
| 181-187 | BRT  | BEAT Cycling Club           |
| 191-197 | TIS  | Tarteletto-Isorex           |

## Ordine d'arrivo (Top 10)
| Pos. | Corridore          | Squadra    | Tempo    |
| ---- | ------------------ | ---------- | -------- |
| 1    | Tim Merlier        | Alpecin    | 4h48'39" |
| 2    | Davide Ballerini   | Deceuninck | s.t.     |
| 3    | Nacer Bouhanni     | Arkéa      | s.t.     |
| 4    | Florian Vermeersch | Lotto      | s.t.     |
| 5    | Jasper Philipsen   | UAE        | s.t.     |
| 6    | Pascal Ackermann   | Bora       | s.t.     |
| 7    | Oliver Naesen      | AG2R       | s.t.     |
| 8    | Romain Seigle      | Groupama   | s.t.     |
| 9    | Amaury Capiot      | Sport Vl.  | s.t.     |
| 10   | Edward Planckaert  | Sport Vl.  | s.t.     |